# Karl-Heinz Richard von Sayn-Wittgenstein

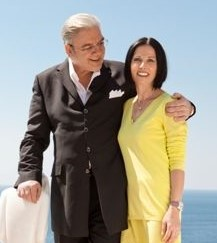
Fürst von Sayn-Wittgenstein mit seiner damaligen Ehefrau Andrea Johanna (2012).

Karl-Heinz Richard Fürst von Sayn-Wittgenstein (* 29. Juli 1954 in Dachau als Karl-Heinz Richard Böswirth) ist ein deutscher Unternehmer, der durch Auftritte im Reality-TV bekannt wurde.

## Leben und Wirken
Karl-Heinz Böswirth wuchs nach Scheidung und Auswanderung seiner Eltern ab 1957 bei seiner Großmutter im Ostenviertel von Regensburg, einem damaligen sozialen Brennpunkt, auf. 1972 schloss er seine Ausbildung zum Versicherungskaufmann ab und lebte danach zwei Jahre in Australien.
1991 wurde Böswirth von Bruno Lothar Fürst von Sayn-Wittgenstein adoptiert, der wiederum als Bruno Lothar Koch geboren worden war und in den 1970er Jahren auf Vermittlung von Hans-Hermann Weyer Elisabeth Albertina Gertrud(e) Anna Maria Fürstin von Sayn-Wittgenstein (* 1927) aus Passau geheiratet hatte. Böswirth nahm daraufhin den Nachnamen Fürst von Sayn-Wittgenstein an. Damit gehört Böswirth nicht zur Familie und zum Haus Sayn-Wittgenstein, die Linie Fürst von Sayn-Wittgenstein ist bereits 1959 im Mannesstamm erloschen.
Sayn-Wittgenstein gründete 1975 eine Versicherungsagentur in München, verkaufte die Agentur sowie deren Kundenbestand aber später und arbeitete als Auktionator. Danach erwarb, renovierte und veräußerte er ab 1995 Immobilien auf Mallorca, in Deutschland und Österreich. Ende der 1990er kaufte er für wenig Geld ca. 30.000 meist generische oder beschreibende Domains, wovon er bis heute ca. 2.500 im Internet verpachtet. Ende 2014 gründete Sayn-Wittgenstein, der mit Costa Cordalis befreundet war, unter anderem mit dessen Kindern Lucas und Angeliki zwecks Betriebs einer Fitnessstudio-Kette die Royal Body Concept S.A. in Luxemburg.
Er war in verschiedenen Fernsehsendungen zu sehen. Kabel1 strahlte 2009/10 das wöchentliche Sendeformat Der Immobilienfürst in zwei Staffeln aus. 2013 trat er im Reality-TV-Format Secret Millionaire auf. Er ist Autor der Bücher Der Millionenhammer (1995) und Operation Plutonium (1996).
Sayn-Wittgenstein ist als Sammler der Werke von Carl Barks bekannt. Er eröffnete 2019 eine Galerie in Lindau am Bodensee.

### Privates
1993 heiratete Sayn-Wittgenstein die Osttirolerin Andrea Johanna und lebte mit ihr ab 1994 auf Mallorca in der Villa Colani in Calvià. Im Juli 2018 gaben sie ihre Trennung bekannt.

## TV-Formate
- 2009: Der Immobilienfürst (Kabel1, 2 Staffeln)[17]
- 2013: Secret Millionaire (RTL, 1 Folge)[18]
- 2014: Blaue Stunde Männerrunde (Goldstar TV, Moderation)[19]
- 2014, 2024: Goodbye Deutschland! Die Auswanderer (Vox, mehrere Auftritte)
- 2015: Der Fürst aus Mallorca (Vox)
- 2016: Fürst Heinz (Vox, 4 Folgen)[20]
- 2018: Promis am Herd (RTL2, Juror)[21]
- 2017: Promi Curling (RTL2)[22]
- 2018: Promis auf Hartz IV (RTL2, 4 Folgen)[23]
- 2018: Promi Shopping Queen (Vox, 1 Folge)[24]
- 2018: Promi Big Brother (Sat.1)
- 2019: Promis auf Hartz IV (RTL2)
- 2022: Kampf der Realitystars (RTL2)

## Buchveröffentlichungen
- Der Auktionator – ein Millionenhammer. Schlüsselroman. Beust, München 1995, ISBN 3-89530-200-7.
- Operation Plutonium. Erd, München 1996, ISBN 3-8138-0409-7.